# ENEOS横浜製造所
座標: 北緯35度29分10秒 東経139度39分43秒 / 北緯35.4861度 東経139.662028度
ENEOS横浜製造所（エネオスよこはませいぞうしょ）は、神奈川県横浜市神奈川区にあるENEOSの工場である。

## 概略
新日本石油精製時代の2008年（平成20年）4月に横浜製油所から横浜製造所へ改称した。
製油所から調達した原料を使用し、潤滑油などの石油製品や試験製品を生産している。また、炭素繊維・燃料電池の開発、一般事業者が電力会社（東京電力）に電力を供給するIPP事業の拠点でもある。

## 事業所概要

### データ
- 所在地 - 横浜市神奈川区子安通3丁目390
敷地は運河や道路によって第1工場から第4工場と第6工場の5つに分断されている。
- 敷地面積 - 440,000 m2[1]
- 従業員数 - 114人（2015年3月31日現在）[1]
- 原油処理能力 - 0バレル/日

### 主な生産品
- 潤滑油
- グリース
- ソルベント
- ワックス
- A重油
- C重油

## 沿革
- 1922年（大正11年）1月21日 - 小倉石油店が横浜に原油貯油所を開設。
- 1925年（大正14年）4月10日 - 小倉石油店が小倉石油株式会社に改組。
- 1929年（昭和4年）12月 - 小倉石油横浜製油所として操業開始。
- 1941年（昭和16年）6月1日 - 小倉石油と日本石油が合併、日本石油横浜製油所が発足。
- 1945年（昭和20年）2月19日 - 太平洋戦争による空襲で被災。ただし被害は軽微。
- 1946年（昭和21年）11月30日 - GHQの指令により、石油精製を停止。
- 1950年（昭和25年）1月25日 - 操業再開、第2常圧蒸留装置稼動開始。原油処理能力は9,000バレル/日。
- 1951年（昭和26年）10月1日 - 日本石油精製設立に伴い、同社横浜製油所となる。
- 1952年（昭和27年）4月15日 - 第3常圧蒸留装置稼動開始、原油処理能力を18,700バレル/日に増強。
- 1954年（昭和29年）9月15日 - 原油処理能力を24,000バレル/日に増強。
- 1954年（昭和29年）12月27日 - 日本初、世界でも2番目となる流動接触分解装置が稼動開始。
- 1956年（昭和31年）4月2日 - 第4常圧蒸留装置稼動開始、原油処理能力を46,000バレル/日に増強。
- 1960年（昭和35年）10月1日 - 原油処理能力を51,000バレル/日に増強。
- 1961年（昭和36年）4月16日 - 第2常圧蒸留装置休止、原油処理能力を42,000バレル/日に削減。
- 1961年（昭和36年）5月8日 - 第5常圧蒸留装置稼動開始、原油処理能力を70,000バレル/日に増強。
- 1983年（昭和58年）9月30日 - 第3常圧蒸留装置廃棄、原油処理能力を55,000バレル/日に削減。
- 1986年（昭和61年）9月10日 - 第4常圧蒸留装置廃棄、原油処理能力を28,000バレル/日に削減。
- 1987年（昭和62年）7月27日 - 第5常圧蒸留装置休止により、原油処理を停止。
- 1997年（平成9年）7月 - 日本石油精製が日石三菱石油精製に社名変更。
- 2000年（平成12年）6月 - IPP事業開始。
- 2002年（平成14年）4月1日 - 日石三菱精製が新日本石油精製に社名変更、同社の横浜製油所となる。
- 2006年（平成18年）7月11日 - 潤滑油・グリース製造装置を増設、新日本石油加工東京工場から製造移管。
- 2008年（平成20年）4月1日 - 横浜製造所に改称。
- 2010年（平成22年）7月1日 - JX日鉱日石エネルギー発足により、同社の横浜製造所となる。
- 2016年（平成28年）1月1日 - JX日鉱日石エネルギーがJXエネルギーに商号変更。
- 2017年（平成29年）4月1日 - JXエネルギーがJXTGエネルギーに商号変更。
- 2020年（令和2年）6月25日 - JXTGエネルギーがENEOSに商号変更。